# Vs. (альбом)
Vs. — другий студійний альбом американського рок-гурту Pearl Jam вийшов в 1993. Диск Vs. Продався в кількості майже 1 000 000 копій за його перший тиждень продажів. Альбом вийшов без відеокліпів. Після невпиного гастрольного графіка на підтримку альбому Ten. Pearl Jam попрямували до студії на початку 1993, опиняючись перед проблемою розвитку комерційного успіху минулого альбому. Записаний альбом, показав сиріший і агресивніший звук у порівнянні зTen.

## Запис
Після успіху дебютного альбому Pearl Jam відчували великий тиск на себе з боку громадськості.  «Vs.» Був першим альбомом Pearl Jam який продюсував Брендан О'Браєн. Також це перший альбом групи з новим барабанщиком Дейвом Аббруззесом, який приєднався до групи в серпні 1991. Репетиції майбутнього альбому почалися в лютому 1993, в «Potatohead Studio», в Сіетлі, Вашингтон. Група тоді переїжджала в «The Site» в Нікас, Каліфорнія, в березні 1993, для початку запису.
Гурт записував одну пісню за один раз і тому більшість пісень було складено з джем-сесій. Гітарист Стоун Ґоссард сказав, "Я думаю, що ми дозволили речам розвинутися в природномішу, орієнтуючою групою. Одного разу Едді Веддер після виконання сказав: ви можете говорити що потрібно змінити поки я співаю " В інтерв'ю 2009. Стоун Ґоссард заявив, "Vs. був, альбом де краще відчувалася запис. Я бачив, як це могло зміниться і развится, ми можемо зробити балади, ми можемо зробити швидкий матеріал, ми можемо зробити повільний матеріал, ми можемо зробити панк ".
У перший тиждень були записані пісні «Go», «Blood», «Rats» і «Leash». Rolling Stone — «Five Against the World». 28 жовтня 1993 Басист Джефф Амент сказав, "Роблячи запис Vs., Великий тиск було спрямовано на Еда, йому було некомфортно на своєму місці. Йому доводилося, нелегко закінчуючи пісні. Я думав, що як гурт ми грали добре. ". Також Амент додав, «до кінця процес став досить інтенсивним», і що гурт «щосили намагався зробити його некомфортним для Веддера». Альбом був закінчений у травні 1993, Веддер пізніше сказав, "Другий запис, яку, я найменше хотів робити … Я не відчував себе комфортно на місці. Мені не подобалося це взагалі.

## Музика і тематика пісень
Джефф Амент сказав: «Коли ми зробили Vs., наш другий альбом, я подумав: Мені шкода, що наш перший альбом не був схожий на цей. Я думаю, що Vs. вийшов прямішим, сильнішим». Крім важчих пісень, до альбому увійшли дві акустичних балади «Daughter» і «Elderly Woman Behind the Counter in a Small Town». Кілька пісень включають елементи фанку, це «Animal», «Blood» і «Rats». Майк МакКріді сказав, що ухил у фанк ні спонтанним, а швидше наслідок «досліджень різних вказівок і об'єднання наших зусиль».
Пісні альбому оповідають про особисті, соціальні і політичні проблеми. Едді Веддер сказав, що «Ви пишете те, що приходить до вас… Ви намагаєтеся відобразити настрій у піснях». Теми пісень включають жорстоке поводження з дітьми («Daughter»), культура зброї («Glorified G»), поліцейський расизм («WMA») та ЗМІ («Blood»). «Daughter» розповідає історію дитини, яка зазнає жорстокого поводження з боку батьків, через її проблеми з навчання. «Elderly Woman Behind the Counter in a Small Town» розповідає історію життя старої леді, яка застрягла в невеликому місті.
«Glorified G» пісня, дражлива ентузіастів зброї, була натхненна інцидентом, в якому Дейв Аббруззес сказав гурту, що тільки що купив дві рушниці, що призвело до спекотної бесіді про зброю в гурті. «WMA» з'явилася після інциденту, який стався біля репетиційної студії Pearl Jam, де Едді Веддер набув сперечання з групою поліцейських, які мордували його темношкірого друга. «Leash» була написана про ту ж самій дівчинку, що і в пісні «Why Go» з їх попереднього альбому Ten.

## Список пісень
Автор слів Едді Веддер. 
| #     | Назва                                              | Автор слів | Автор музики                 | Тривалість |
| ----- | -------------------------------------------------- | ---------- | ---------------------------- | ---------- |
| 1.    | «Go»                                               | Веддер     | Дейв Аббруззес               | 3:13       |
| 2.    | «Animal»                                           | Веддер     | Стоун Ґоссард                | 2:49       |
| 3.    | «Daughter»                                         | Веддер     | Стоун Ґоссард                | 3:56       |
| 4.    | «Glorified G»                                      | Веддер     | Стоун Ґоссард, Майк Маккріді | 3:26       |
| 5.    | «Dissident»                                        | Веддер     | Майк Маккріді, Джеф Амент    | 3:36       |
| 6.    | «W.M.A.»                                           | Веддер     | Дейв Аббруззес, Джеф Амент   | 5:59       |
| 7.    | «Blood»                                            | Веддер     | Стоун Ґоссард, Майк Маккріді | 2:51       |
| 8.    | «Rearviewmirror»                                   | Веддер     | Едді Веддер                  | 4:44       |
| 9.    | «Rats»                                             | Веддер     | Джеф Амент                   | 4:15       |
| 10.   | «Elderly Woman Behind the Counter in a Small Town» | Веддер     | Едді Веддер                  | 3:16       |
| 11.   | «Leash»                                            | Веддер     | Стоун Ґоссард, Майк Маккріді | 3:09       |
| 12.   | «Indifference»                                     | Веддер     | Джеф Амент, Стоун Ґоссард    | 5:03       |
| 46:20 |                                                    |            |                              |            |

## Матеріали, які не ввійшли до альбому
Дві пісні не ввійшли до альбому, пізніше вони потрапили в наступний альбом «Vitalogy» — це «Whipping» і «Better Man». Обидві пісні вперше були зіграні 13 травня 1993 на концерті в «Slim's Café», Сан-Франциско, де група також представила більшість інших, нещодавно записаних пісень з майбутнього альбому. «Better Man» не увійшла до альбому бо Едді Веддер був не задоволений якістю пісні. Інша пісня, була записана під час роботи над альбомом «Hard to Imagine». Версія пісні для «Vs.» З'явилася на альбомі компіляції «Lost Dogs». Стоун Ґоссард сказав, що пісню не включили до альбому тому що у групи вже було достатньо готових пісень для альбому. «Crazy Mary» кавер на пісню Вікторії Виллиамс (в якому присутній бек-вокал і гітара Sweet Relief — A Benefit For Victoria Williams був також записаний під час сесій запису альбому. В 1993 «Crazy Mary» потрапила на альбом-триб'ют «Sweet Relief: A Benefit for Victoria Williams», а в 2011 році потрапляє в перевидання «Vs.», як бонус-трек.

## Випуск та відгуки
«Vs.» Дебютував на вершині чарту Billboard 200 і залишався там протягом п'яти тижнів. За перший тиждень було продано 950 378 копій. Це встановило рекорд для більшості альбомів, проданих у перший тиждень випуску. Vs. є семикратно платиновим альбомом. За відомостями SoundScan, до 2003 року було продано 5900000 копій в Сполучених Штатах.
Стать Еванс, кореспондент Rolling Stone, дав альбому сприятливу оцінку, кажучи, «Небагато американські групи можуть так успішно дебютувати, як це було з Ten, і потім досягти тих же висот з другим альбомом, як це було з Vs.». Він додав, «Едді Веддер як Джим Моррісон і Піт Тоуншенд зробив ухил у бік психологічно-міфічних стягнень … У той час як гітаристи Стоун Ґоссард і Майк Маккріді малюють щільні і різкі рифи, він запрошує нас у драму експерименту і боротьби.» Джон Перелес з The New York Times заявив, що «Pearl Jam використовують свій новий альбом …, щоб розширити свою музику» і додав, що «велика частина альбому … показує особисті переживання як громадський катарсис.».
Девід Браун з Entertainment Weekly дав альбому оцінку «B-», також сказавши «Vs. це не копія Ten; за одне це Pearl Jam заробляють очки.». Однак, він заперечив, кажучи, що «Vs. підтверджує раз і назавжди, що в музиці групи немає ніякого андерграунду або альтернативи.».
Група вирішила відмовитися від кліпів після дуже успішного «Jeremy», і вирішила менше з'являтися на телебаченні і давати інтерв'ю. Через десять років Джефф Амент сказав, «Я не хочу, щоб люди пам'ятали наші пісні за кліпами.».
«Vs.» Включає відомі сингли «Go», «Daughter», «Animal» і «Dissident». Всі чотири сингли потрапили в чарти Mainstream Rock і Modern Rock. «Daughter» стала найуспішнішою піснею альбому, вона досягла першого місця в чартах Mainstream Rock і Modern Rock, загалом протримавшись на вершині вісім тижнів. Також у чарти потрапили пісні «Glorified G» і «Elderly Woman Behind the Counter in a Small Town».

## Учасники запису
| Pearl Jam - Едді Веддер — вокал - Дейв Аббруззес — барабани - Джеф Амент — бас-гітара - Стоун Ґоссард — гітара - Майк Маккріді — провідна гітара | Персонал - Ames — фотограф - Нік Дідія — запис - Адам Каспер, Кевін Скотт — асистенти - Ленс Мерсер — фотограф - Брендан O'Брайан, Pearl Jam — продакшн - Джоел Зіммерман — художній керівник |

## Чарти
| Чарти (1993–94)                                      | Найвища позиція |
| ---------------------------------------------------- | --------------- |
| Австралія Australian Albums (ARIA)                   | 1               |
| Австрія Austrian Albums (Ö3 Austria)                 | 7               |
| Канада Canada Top Albums/CDs (RPM)                   | 1               |
| Нідерланди Dutch Albums (MegaCharts)                 | 1               |
| Finnish Albums (Suomen virallinen lista)             | 3               |
| French Albums (SNEP)                                 | 12              |
| Німеччина German Albums (Offizielle Top 100)         | 8               |
| Hungarian Albums (MAHASZ)                            | 34              |
| Irish Albums (IFPI)                                  | 1               |
| Japanese Albums (Oricon)                             | 42              |
| Нова Зеландія New Zealand Albums (Recorded Music NZ) | 1               |
| Норвегія Norwegian Albums (VG-lista)                 | 1               |
| Spanish Albums (PROMUSICAE)                          | 31              |
| Шотландія Scottish Albums (OCC)                      | 70              |
| Швеція Swedish Albums (Sverigetopplistan)            | 1               |
| Швейцарія Swiss Albums (Schweizer Hitparade)         | 9               |
| Велика Британія UK Albums (OCC)                      | 2               |
| США Billboard 200                                    | 1               |
| Чарт (2010)                                          | Найвища позиція |
| Італія Italian Albums (FIMI)                         | 84              |
| Чарт (2021)                                          | Найвища позиція |
| Португалія Portuguese Albums (AFP)                   | 28              |

| Чарт (1993)                        | Позиція |
| ---------------------------------- | ------- |
| Australian Albums (ARIA)           | 39      |
| Canada Top Albums/CDs (RPM)        | 17      |
| Dutch Albums (Album Top 100)       | 51      |
| New Zealand Albums (RMNZ)          | 29      |
| UK Albums (OCC)                    | 57      |
| US Billboard 200                   | 15      |
| Чарт (1994)                        | Позиція |
| Australian Albums (ARIA)           | 24      |
| Canada Top Albums/CDs (RPM)        | 26      |
| German Albums (Offizielle Top 100) | 95      |
| New Zealand Albums (RMNZ)          | 8       |
| US Billboard 200                   | 6       |

| Чарт (1990s)     | Позиція |
| ---------------- | ------- |
| US Billboard 200 | 46      |

## Сертифікації
| Регіон | Сертифікація  | Продажі    |
| --- | ------------- | ---------- |
| Аргентина (CAPIF) | Золотий       | 30 000^    |
| Австралія (ARIA) | 4× Платиновий | 280 000^   |
| Канада (Music Canada) | 6× Платиновий | 600 000    |
| Франція | —             | 29,000     |
| Німеччина | —             | 176,000    |
| Японія | —             | 37,000     |
| Нідерланди (NVPI) | Золотий       | 50 000^    |
| Нова Зеландія (RIANZ) | Платиновий    | 15 000^    |
| Норвегія (IFPI Norway) | Золотий       | 25 000*    |
| Іспанія (PROMUSICAE) | Золотий       | 50 000^    |
| Велика Британія (BPI) | Золотий       | 192,000    |
| США (RIAA) | 7× Платиновий | 7 000 000^ |
| *продажі, що базуються лише на сертифікаціях · ^відвантаження, що базуються лише на сертифікаціях · продажі+прослуховування, що базуються лише на сертифікаціях |               |            |